# Drosera ordensis
Drosera ordensis (лат.) — вид насекомоядных растений рода Росянка (Drosera) семейства Росянковые (Droseraceae), естественно произрастающий на территории штата Западная Австралия и Северной территории Австралии.

## Описание
Drosera ordensis — многолетнее травянистое растение. Каждое растение обладает многочисленными листьями, состоящими из длинного волосистого черешка, который поддерживает практически круглую пластинку. Пластинка плотно усыпана стебельчатыми слизистыми железами, предназначенными для привлечения и захвата членистоногих добыч, которая впоследствии подвергается перевариванию и усваиванию растением в качестве источника питательных веществ. В период засушливого сезона растение формирует более мелкие, слегка спящие листья, защищенные густым покровом из серебристых волосков.

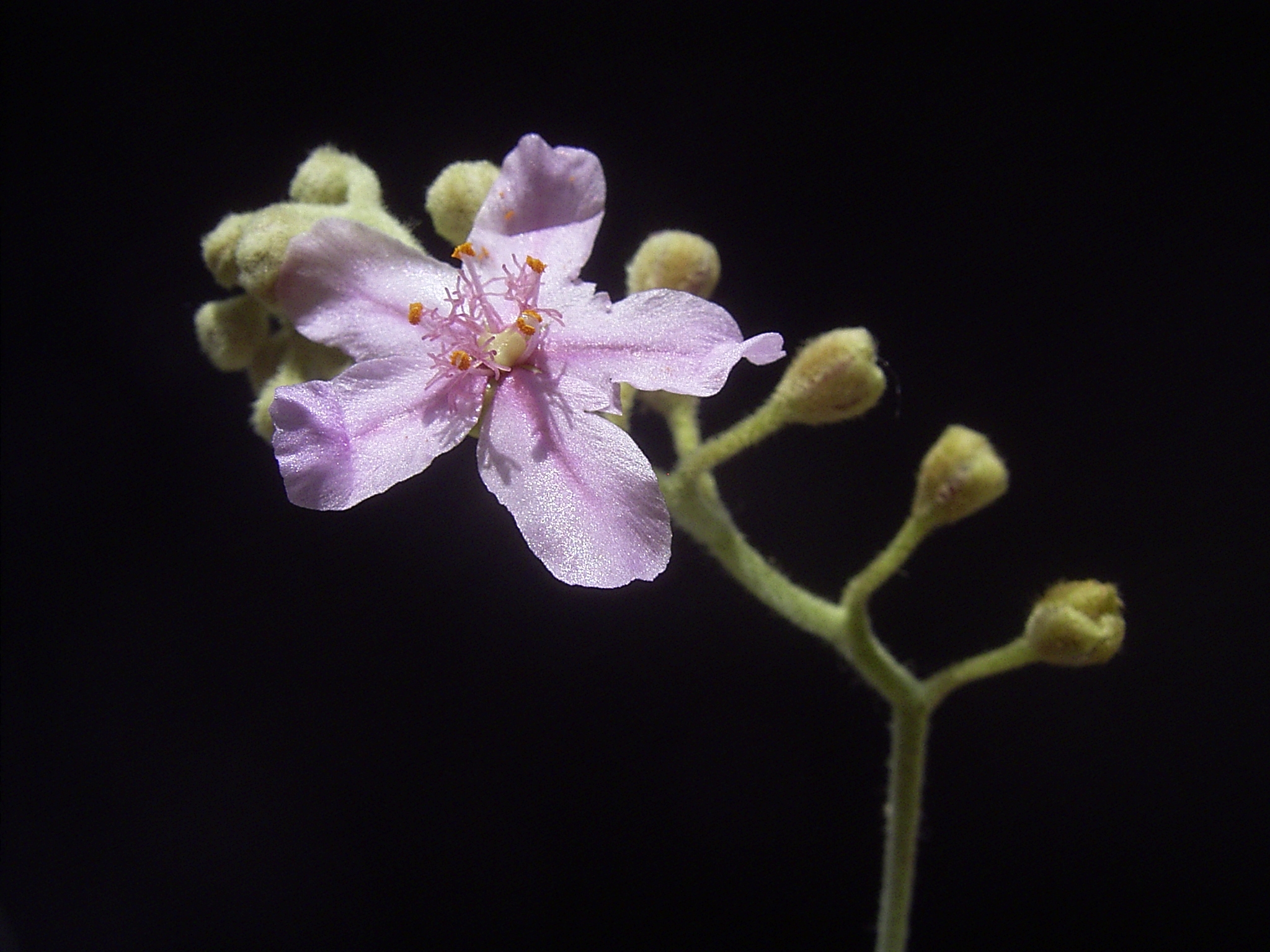
Цветок

Drosera ordensis цветет с декабря по апрель. Цветки формируют плотные кисти, раскрываясь поодиночке. Пятилепестковые цветки могут иметь оттенки от розового до почти белого цвета и диаметром около 1,5 см.
По сравнению с многими черешковыми видами росянок, у Drosera ordensis более широкие черешки, плотно покрытые серебристыми волосками. Обычно формируются розетки диаметром 8 см, хотя встречаются растения и с диаметром до 20 см.

## Таксономия
Drosera ordensis Lowrie, первое упоминание в Nuytsia 9: 365 (1994).